# Jack Stobbs
Jack Thomas Stobbs (* 27. Februar 1997 in Leeds) ist ein englischer Fußballspieler.

## Karriere
Jack Stobbs spielte bis zum Jahr 2014 in der Jugend von Sheffield Wednesday. Am 26. April 2014 debütierte er in der Profimannschaft von Sheffield, als er im Zweitligaspiel gegen die Bolton Wanderers eingewechselt wurde. Ein weiteres Spiel in der ersten Mannschaft folgte im Verlauf der Saison nicht mehr. Auch in der gesamten Saison 2014/15 blieb er nach einer Verletzung ohne Pflichtspiel. Erst in der Spielzeit darauf, am 7. Mai 2016 folgte sein zweiter Einsatz im Trikot von Wednesday gegen die Wolverhampton Wanderers. Daneben spielte er in der U-23-Mannschaft die er in der Saison 2016/17 als Mannschaftskapitän führte. Im August 2017 wurde Stobbs an den englischen Viertligisten Port Vale verliehen. Bis zum Dezember absolvierte er acht Pflichtspiele für den Verein davon fünf in der Liga. Danach war er in der Rückrunde wieder in Sheffield aktiv. Unter dem niederländischen Trainer Jos Luhukay kam er dreimal in der Championship zum Einsatz.
Ohne einen weiteren Einsatz absolviert zu haben, wurde der 22-Jährige im August 2019 an den FC Livingston nach Schottland verliehen.